# Andreas Gliniadakis
Andreas Gliniadakis, gr. Ανδρέας Γλυνιαδάκης (ur. 26 sierpnia 1981 w Chanii) – grecki koszykarz, występujący na pozycji środkowego, obecnie zawodnik drużyny Kymis.

## NBA
Gliniadakis został wybrany z 58 numerem draftu do Detroit Pistons. Tam jednak nigdy nie zagrał. Przed karierą w Stanach, grał w Europie, w Panathinaikosie, i AEK Ateny. W 2006 grał w Atlanta Hawks, jednak tylko w lidze letniej. W tym samym sezonie zagrał dla Albuquerque Thunderbirds, notując około 14 punktów w meczu. W 2007 został zatrudniony do Seattle SuperSonics, ale zagrał tylko w 13 meczach. W maju 2007 roku podpisał kontrakt z VidiVici Bolonia, obowiązujący do końca obecnego sezonu.

## Osiągnięcia
Stan na 30 sierpnia 2017, na podstawie, o ile nie zaznaczono inaczej.
Drużynowe
- Mistrz:
  - Euroligi (2000, 2012)
  - Grecji (1998–2001, 2012)
  - D-League (2006)
  - Kazachstanu (2013)
  - Cypru (2014)
- Zdobywca pucharu:
  - Kazachstanu (2013)
  - Grecji (2010–2011)

Indywidualne
- 2-krotny uczestnik meczu gwiazd ligi greckiej (2004, 2009)
- Zaliczony do składu All-D-League Honorable Mention (2006)[4]

Reprezentacja
- Brązowy medalista mistrzostw Europy:
  - 2009
  - U–18 (1998)
- Uczestnik:
  - mistrzostw:
    - świata:
      - 2014
      - U–19 (1999)

    - Europy:
      - U–16 (1997)
      - U–20 (2000)

  - igrzysk olimpijskich (2008)